# Sumberejo (Paiton)
Sumberejo is een bestuurslaag in het regentschap Probolinggo van de provincie Oost-Java, Indonesië. Sumberejo telt 4314 inwoners (volkstelling 2010).